# Tramway de Graz
Le tramway de Graz compte 7 lignes desservant la ville de Graz en Autriche.

## Réseau actuel

### Le matériel roulant
| Numéros       | Image | Constructeur | Modèle            | Année de construction | Longueur (mm) |
| ------------- | ----- | ------------ | ----------------- | --------------------- | ------------- |
| 261–283       |       | SGP/Lohner   |                   | 1963–1965             | 19.560        |
| 291–293       |       | SGP Wien     |                   | 1966–1976             | 20.335        |
| 501–510       |       | SGP Graz     |                   | 1978                  | 25.343        |
| 521–537       |       | Duewag       |                   | 1971–1973             | 25.900        |
| 581–584       |       | Eigenbau     |                   | 1995–1997             | 26.220        |
| 601–612       |       | SGP Graz     |                   | 1986–1987             | 27.000        |
| 651–668       |       | Bombardier   | Cityrunner        | 2000–2001             | 27.000        |
| 201–205-(245) |       | Stadler Rail | Stadler Variotram | 2009–2015             | 27.000        |